# Petreștii de Jos
Petreștii de Jos (veraltet Petridul de Jos, Petridu Unguresc; ungarisch Magyarpeterd oder Peterd) ist eine Gemeinde im Kreis Cluj in der Region Siebenbürgen in Rumänien. Sie liegt im Trascău-Gebirge, in der Nähe der Talschlucht Cheile Turzii.